# Oliver Jackson-Cohen
Oliver Mansour Jackson-Cohen (Westminster, 24 de outubro de 1986) é um ator britânico. Ele é mais conhecido por interpretar Luke Crain em The Haunting of Hill House e Peter Quint em The Haunting of Bly Manor, série antológica original Netflix.

## Biografia e carreira
Jackson-Cohen nasceu em Londres, filho de David Cohen e a designer de moda Betty Jackson. Estudou em Lycée Français Charles de Gaulle, localizada em Londres e no Youngblood Theatre Company nos fins de semana.
Seu primeiro papel na televisão aconteceu quando ele tinha apenas 14 anos na série Hollyoaks e mais tarde apareceu em outra série de televisão The Time of Your Life em 2007.
Em 2008 interpretou Phillip White na série da BBC Lark Rise to Candleford.
Oliver Cohen interpretou Damon no filme de 2010 Amor à Distância estrelado também por Drew Barrymore e Justin Long. 
Atualmente um de seus trabalhos mais notáveis é no filme Rápida Vingança interpretando um assassino contracenando com Dwayne Johnson e Billy Bob Thornton.

## Filmografia
| Televisão | Televisão                              | Televisão               | Televisão       | Televisão | Televisão |
| Ano       | Título                                 | Papel                   | Notas           |           |           |
| --------- | -------------------------------------- | ----------------------- | --------------- | --------- | --------- |
| 2002      | Hollyoaks                              | Jean-Pierre             |                 |           |           |
| 2007      | The Time of Your Life                  | Marcus                  |                 |           |           |
| 2008      | Lark Rise to Candleford                | Philip White            |                 |           |           |
| 2008      | Bonekickers                            | Colm                    |                 |           |           |
| 2011      | Will & Kate: Before Happily Ever After | Will                    |                 |           |           |
| 2012      | World Without End                      | Ralph                   | Minissérie      |           |           |
| 2013      | Mr Selfridge                           | Roderick (Roddy) Temple |                 |           |           |
| 2013      | Dracula                                | Jonathan Harker         |                 |           |           |
| 2014      | The Great Fire                         | James, duque de Iorque  | Minissérie      |           |           |
| 2015      | The Secret River                       | William Thornhill       | Minissérie      |           |           |
| 2017      | Emerald City                           | Lucan/Roan              | 10 episódios    |           |           |
| 2018      | The Haunting of Hill House             | Luke Crain              | 10 episódios    |           |           |
| 2020      | The Haunting of Bly Manor              | Peter Quint             | 5 episódios     |           |           |
| TBA       | Surface                                | James                   | Papel principal |           |           |
| Cinema    |                                        |                         |                 |           |           |
| Ano       | Título                                 | Papel                   | Notas           |           |           |
| 2010      | Going the Distance                     | Damon                   |                 |           |           |
| 2010      | Faster                                 | Killer                  |                 |           |           |
| 2012      | The Raven                              | Cantrell                |                 |           |           |
| 2012      | What's Your Number?                    | Eddie                   |                 |           |           |
| 2015      | Despite the Falling Snow               | Misha                   |                 |           |           |
| 2017      | The Healer                             | Alec Bailey             |                 |           |           |
| 2019      | Mr. Malcolm's List                     |                         | Curta-metragem  |           |           |
| 2020      | The Invisible Man                      | Adrian Griffin          |                 |           |           |
| 2021      | The Lost Daughter                      | Toni                    |                 |           |           |
| 2022      | Emily                                  | William Weightman       |                 |           |           |
| TBA       | Mr. Malcolm's List                     | Lord Cassidy            |                 |           |           |